# Brother Ali
Brother Ali, de son vrai nom Jason Douglas Newman, né le 30 juillet 1977 à Madison, dans le Wisconsin, est un rappeur et producteur de musique américain. Il est un des artistes du label Rhymesayers Entertainment. 

## Biographie

### Jeunesse
Jason Newman est né à Madison, dans le Wisconsin, le 30 juillet 1977. Albinos, il souffre dans sa jeunesse de discrimination de la part de ses camarades de classe. Bien que né dans une famille blanche, il explique « se sentir mieux avec les Afro-Américains. » Sa famille emménage et s'établit à Minneapolis lorsqu'il a 15 ans. C'est ici que Jason étudie à la Robbinsdale Cooper High School de New Hope, se convertit à l'Islam, et est rebaptisé Ali. Il a un fils d'un premier mariage et se remarie en 2008.

### Carrière

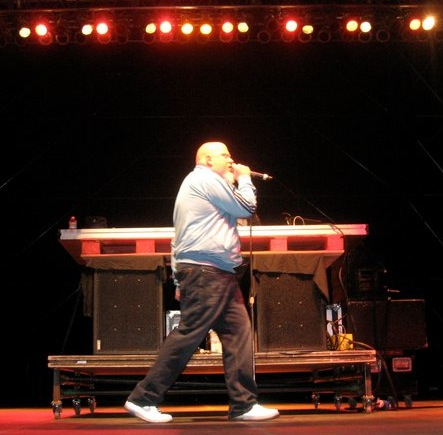
Brother Ali en concert en 2011.

Le premier album de Brother Ali est une démo auto-produite intitulée Rites of Passage vendue en concert en 2000. Elle lui permet de prendre contact avec le label Rhymesayers Entertainment. 
Le 27 mai 2003, Brother Ali publie son premier album studio intitulé Shadows on the Sun, coproduit avec le producteur Ant membre du groupe Atmosphere, qui lui fournit tous les instrumentaux,. L'album où Ali explique son enfance et son identité n'est pas vendu dans la grande distribution nationale mais est bien accueilli par la presse spécialisée[réf. nécessaire]. 
L'année suivante, Ali publie l'EP intitulé Champion EP le 11 mai 2004,.
En 2007, Ali publie The Undisputed Truth distribué par Warner Music Group. L'album raconte sa vie personnelle, son divorce d'avec sa première femme, sa lutte pour avoir la garde de leur fils, et la période sans domicile fixe de père célibataire. Brother Ali est présenté deux fois en 2007 dans le magazine The Source, et une fois dans Rolling Stone comme « nouvel artiste à surveiller ». La même année il passe à plusieurs reprises dans des émissions télévisées dont The Late Late Show et  le Late Night with Conan O'Brien
En septembre 2009, Brother Ali sort un nouvel album, Us. L'album est appuyé par la tournée Fresh Air Tour aux États-Unis et une tournée en Europe en 2010 dont le festival des Vieilles Charrues, les Solidays et Le rock dans tous ses états en France.

## Albinisme et couleur de peau

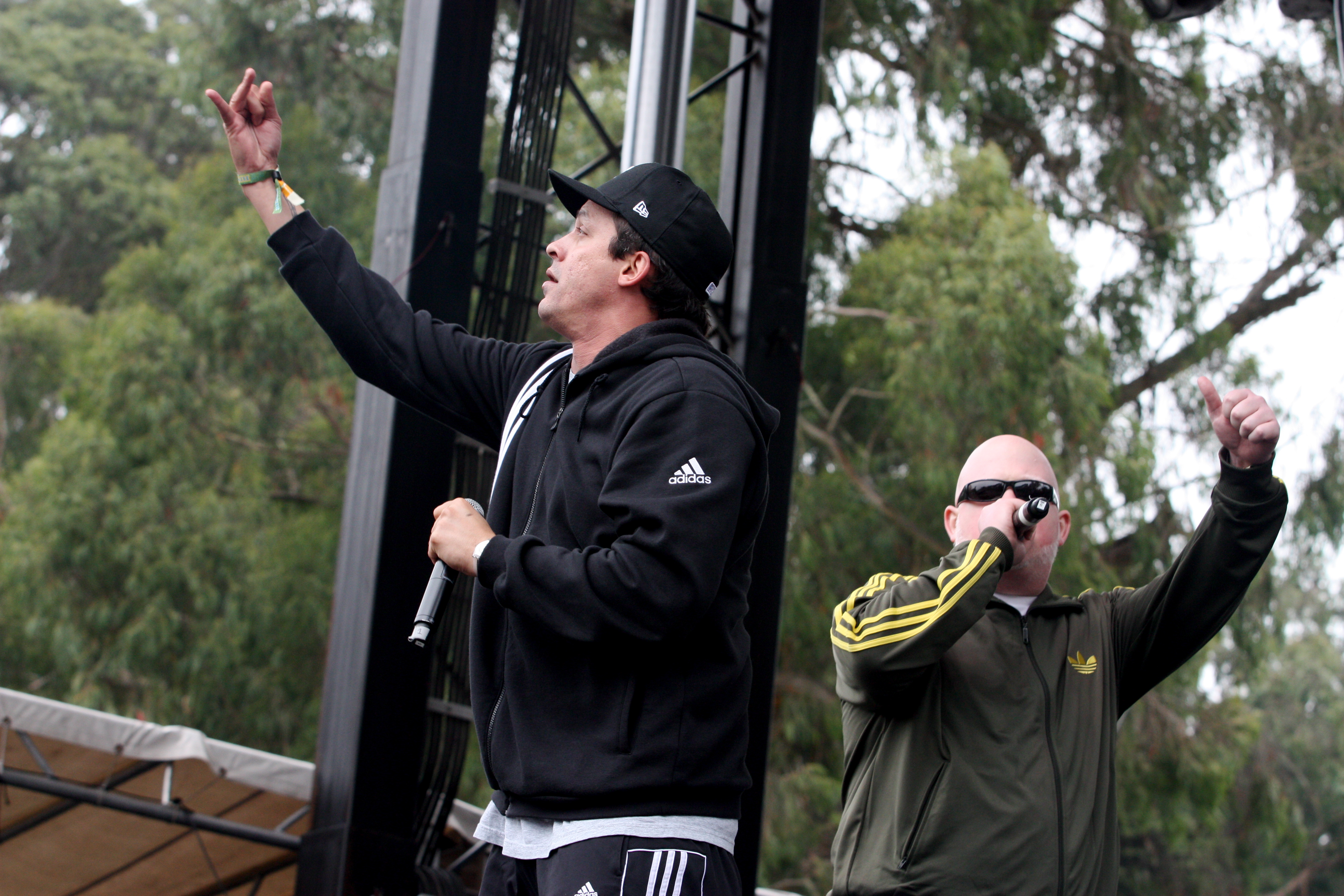
Slug et Brother Ali en concert en 2009.

Brother Ali s'est souvent moqué des médias qui mettaient en avant son albinisme dans leurs articles. Quand sa carrière commença à démarrer, beaucoup de journalistes ont pensé qu'Ali était un musulman afro-américain. Quand ces derniers l’interrogeaient sur ce sujet, Ali refusait de commenter, énervé à propos de ces journalistes qui ne s'intéressaient qu'aux rappeurs blancs, du coup certains journalistes mentionnèrent qu'il était noir[réf. nécessaire].
Dans la chanson Daylight de l'album The Undisputed Truth Ali explique : « Ils me demandent si je suis noir ou blanc, je ne suis ni l'un ni l'autre. La race est une invention, je n'y crois pas, mes gènes me lient à ceux qui me méprisent. Qui ont gagné leur vie en tuant ceux qui m'ont inspiré. Ce n'est pas juste parler de chanter et danser. Les hommes noirs m'ont enseigné la vie et être un homme. Donc je suis le produit de cette compréhension et une petite partie de moi ressent d'être l'un d'entre eux. Cela fait il de moi un menteur ? Peut-être. Mais je ne veux pas que les blancs qui m'acclament pensent qu'ils peuvent me revendiquer[réf. nécessaire]. »

## Inspirations
Brother Ali dit s'être inspiré du rap des années 1980 comme KRS-One et Rakim.

## Pressions politiques
Brother Ali a été mis sous pression de l'industrie du disque à cause des paroles de sa chanson Uncle Sam Goddamn, très critique du gouvernement et du système politique des États-Unis dépendant de la guerre, un des sponsors lui retirant son soutien. Dans sa chanson Second Time Around, il critique la société Verizon pour les mêmes raisons.

## Discographie

### Albums studio
- 2000 : Rites of Passage
- 2003 : Shadows on the Sun;
- 2007 : The Undisputed Truth
- 2009 : Us
- 2012 : Mourning in America and Dreaming in Color
- 2017 : All the Beauty in This Whole Life

### EPs
- 2004 : Champion EP
- 2009 : The Truth Is Here
- 2012 : The Bite Marked Heart
- 2013 : Left in the Deck EP

### Singles
- 2003 : Room With a View b/w Star Quality & Bitchslap!
- 2003 : Forest Whitaker
- 2004 : Champion (Remix) b/w Forest Whitaker
- 2007 : Truth Is b/w Freedom Ain't Free & Original King
- 2007 : Uncle Sam Goddamn
- 2007 : Life Sentence EP
- 2009 : Us (Video Edit)